# Dacryodes puberula
Dacryodes puberula är en tvåhjärtbladig växtart som först beskrevs av Alfred William Bennett, och fick sitt nu gällande namn av Herman Johannes Lam. Dacryodes puberula ingår i släktet Dacryodes och familjen Burseraceae. Inga underarter finns listade i Catalogue of Life.